# UCI WorldTour Femenino
El UCI WorldTour Femenino es la denominación de las carreras de máximo nivel de ciclismo en ruta femenino a imitación del UCI World Tour masculino sustituyendo a la Copa del Mundo de Ciclismo femenina.
Al contrario que la competición masculina en la que se integraron a dicho circuito las carreras de máximo nivel: las clásicas denominadas "monumentos", las Grandes Vueltas, una nueva contrarreloj por equipos y otras carreras, la mayoría de categoría .1 (otras ocho clásicas y diez vueltas por etapas), más alguna invitada fuera de Europa que fueron entrando progresivamente. En esta ocasión se integraron a este circuito las clásicas de la Copa del Mundo de Ciclismo femenina (excepto el Sparkassen Giro y el Tour de la Isla de Chongming en su carrera de un día), el Giro de Italia Femenino, más otras carreras que garantizaban su retransmisión televisiva en directo. Este requisito dejó fuera a carreras por etapas prestigiosas como la Emakumeen Bira.
Desde el año 2017 la categoría tuvo unos cuantos cambios, el principal, que añade 4 nuevas pruebas (Boels Rental Ladies Tour en Países Bajos y Ladies Tour of Norway en Noruega; y 2 nuevas pruebas de un día; Amstel Gold Race Femenina en Países Bajos y Lieja-Bastoña-Lieja Femenina en Bélgica) formando así un calendario de 23 pruebas, 18 de un día y 5 pruebas por etapas.

## Normativa

### Equipos
El UCI Team Femenino (nombre oficial: UCI Women's Team) es el término utilizado por la Unión Ciclista Internacional (UCI) para denominar a los equipos ciclistas femeninos de ciclismo en ruta a nivel mundial.
Las carreras por etapas deben invitar a todos los equipos de la máxima categoría -llamados UCI WorldTeams- y a los dos mejores conjuntos de la segunda división -llamados UCI ProTeams- en el ránking elaborado por la UCI al final de la temporada anterior. A diferencia del UCI WorldTour masculino, los equipos pueden renunciar a dicha invitación.
Los equipos deben estar compuestos por entre 5 y 7 corredoras para las carreras por etapas y entre 4 y 6 corredoras para las carreras de un día.

### Rankings
Hasta la temporada 2024, se elaboraban rankings por puntos para corredoras, equipos y sub-23 (jóvenes). Para la temporada 2025, la UCI prescindió de dichos rankings sin indicar motivo. De tal forma, el llamado UCI World Ranking es el único que distingue a las ciclistas de la categoría femenina, sin discriminar entre categorías de pruebas o equipos.

## Palmarés
- Para palmarés anterior, véase Copa del Mundo Femenina y Ranking UCI

| Año  | Individual           | Por equipos     | Sub-23                |
| ---- | -------------------- | --------------- | --------------------- |
| 2016 | Megan Guarnier       | Boels Dolmans   | Katarzyna Niewiadoma  |
| 2017 | Anna van der Breggen | Boels Dolmans   | Cecilie Uttrup Ludwig |
| 2018 | Annemiek van Vleuten | Boels Dolmans   | Sofia Bertizzolo      |
| 2019 | Marianne Vos         | Boels Dolmans   | Lorena Wiebes         |
| 2020 | Elizabeth Deignan    | Trek-Segafredo  | Liane Lippert         |
| 2021 | Annemiek van Vleuten | SD Worx         | Niamh Fisher-Black    |
| 2022 | Annemiek van Vleuten | SD Worx         | Shirin van Anrooij    |
| 2023 | Demi Vollering       | SD Worx         | Shirin van Anrooij    |
| 2024 | Lotte Kopecky        | SD Worx-Protime | Shirin van Anrooij    |

## Palmarés por países
| País           | Victorias |
| -------------- | --------- |
| Países Bajos   | 6         |
| Estados Unidos | 1         |
| Reino Unido    | 1         |
| Bélgica        | 1         |

## Históricos de carreras
- Las carreras están ordenadas por la fecha tradicional, en la que se disputan en el calendario.

| Nombre                                   | País                   | Años WorldTour |
| ---------------------------------------- | ---------------------- | -------------- |
| Tour Down Under femenino                 | Australia              | 2023-2025      |
| Cadel Evans Great Ocean Road Race Women  | Australia              | 2020;2023-2025 |
| UAE Tour femenino                        | Emiratos Árabes Unidos | 2023-2025      |
| Omloop Nieuwsblad femenino               | Bélgica                | 2023-2025      |
| Strade Bianche                           | Italia                 | 2016-2025      |
| Trofeo Alfredo Binda-Comune di Cittiglio | Italia                 | 2016-2025      |
| Milán-San Remo femenina                  | Italia                 | 2025           |
| Clásica Brujas-La Panne                  | Bélgica                | 2020-2025      |
| Gante-Wevelgem                           | Bélgica                | 2016-2025      |
| Tour de Flandes                          | Bélgica                | 2016-2025      |
| París-Roubaix femenina                   | Francia                | 2021-2025      |
| Amstel Gold Race                         | Países Bajos           | 2017-2025      |
| Flecha Valona                            | Bélgica                | 2016-2025      |

| Nombre                         | País         | Años WorldTour       |
| ------------------------------ | ------------ | -------------------- |
| Lieja-Bastoña-Lieja            | Bélgica      | 2017-2025            |
| La Vuelta Femenina             | España       | 2016-2025            |
| Itzulia femenina               | España       | 2021-2025            |
| Vuelta a Burgos Féminas        | España       | 2021-2025            |
| RideLondon Classique           | Reino Unido  | 2016-2024            |
| The Women's Tour               | Reino Unido  | 2016-2025            |
| Copenhagen Sprint              | Dinamarca    | 2025                 |
| Giro de Italia Femenino        | Italia       | 2016-2020, 2022-2025 |
| Tour de Francia Femenino       | Francia      | 2016-2025            |
| Gran Premio Femenino de Plouay | Francia      | 2016-2025            |
| Simac Ladies Tour              | Países Bajos | 2017-2025            |
| Tour de la Isla de Chongming   | China        | 2016-2019;2023-2025  |
| Tour de Guangxi Femenino       | China        | 2018-2019;2023-2025  |

| Carreras extintas                | Carreras extintas | Carreras extintas |
| Nombre                           | País              | Años WorldTour    |
| -------------------------------- | ----------------- | ----------------- |
| The Philadelphia Cycling Classic | Estados Unidos    | 2016              |
| Tour de California               | Estados Unidos    | 2016-2019         |
| Emakumeen Euskal Bira            | España            | 2019              |
| Open de Suède Vargarda           | Suecia            | 2016-2023         |
| Open de Suède Vargarda TTT       | Suecia            | 2016-2023         |
| Tour de Drenthe                  | Países Bajos      | 2016-2024         |
| Ladies Tour of Norway            | Noruega           | 2017-2024         |

## Baremo de puntuación
La siguiente tabla resume las nuevas clasificaciones para las carreras femeninas, cómo se marcan puntos hacia ellos y cómo se escalan los puntos. Para obtener información más detallada, consulte las resoluciones oficiales al final de este artículo.
Clasificación para carreras de un día y etapas
| Pos.  | WWT | UCI ProSeries | Clase 1 | Clase 2 |
| ----- | --- | ------------- | ------- | ------- |
| 1     | 400 | 200           | 125     | 40      |
| 2     | 320 | 150           | 85      | 30      |
| 3     | 260 | 125           | 70      | 25      |
| 4     | 220 | 100           | 60      | 20      |
| 5     | 180 | 85            | 50      | 15      |
| 6     | 140 | 70            | 40      | 10      |
| 7     | 120 | 60            | 35      | 5       |
| 8     | 100 | 50            | 30      | 3       |
| 9     | 80  | 40            | 25      | 3       |
| 10    | 68  | 35            | 20      | 3       |
| 11    | 56  | 30            | 15      |         |
| 12    | 48  | 25            | 10      |         |
| 13    | 40  | 20            | 5       |         |
| 14    | 32  | 15            | 5       |         |
| 15    | 28  | 10            | 5       |         |
| 16-20 | 24  | 5             | 3       |         |
| 21-25 | 16  | 5             | 3       |         |
| 26-30 | 16  | 3             |         |         |
| 31-40 | 8   |               |         |         |

En las vueltas por etapas, los puntos para los primeros puestos de cada etapa, se reparten del siguiente modo:
| Pos. | WWT | UCI ProSeries | Clase 1 | Clase 2 |
| ---- | --- | ------------- | ------- | ------- |
| 1    | 50  | 25            | 16      | 8       |
| 2    | 40  | 20            | 12      | 5       |
| 3    | 30  | 15            | 8       | 3       |
| 4    | 25  | 12            | 6       | 1       |
| 5    | 20  | 10            | 5       |         |
| 6    | 18  | 8             | 4       |         |
| 7    | 15  | 6             | 3       |         |
| 8    | 10  | 4             | 2       |         |
| 9    | 8   |               |         |         |
| 10   | 6   |               |         |         |

En las vueltas por etapas, los puntos para las líderes de la clasificación general de cada etapa, se reparten del siguiente modo:
| Pos. | WWT | UCI ProSeries | Clase 1 | Clase 2 |
| ---- | --- | ------------- | ------- | ------- |
| 1    | 8   | 5             | 3       | 1       |

Al finalizar cada prueba, los puntos para las líderes de la clasificación general del UCI WorldTour Femenino, se reparten del siguiente modo:
| Pos. | WWT |
| ---- | --- |
| 1    | 6   |

### Por equipos
Estas clasificaciones son la suma de las 4 mejores corredoras de cada equipo o país en cada carrera. En esta clasificación pueden aparecer países si la corredora ha obtenido los puntos corriendo con su selección y no con su equipo comercial.
La puntuación adjudicada en las pruebas contrarrelojes por equipos es la multiplicación por 4 que se adjudicaría en caso de que la prueba fuese individual. Es decir, según el baremo individual las corredoras del primer equipo obtienen 35 puntos pero en este caso el equipo obtiene 140 (4 veces más).

### Por países
Al contrario que con el UCI WorldTour masculino y al igual que con la antigua Copa del Mundo femenina no hay clasificación por países. Para los países la clasificación de referencia es el Ranking Femenino (antiguo Ranking UCI) que tiene en cuenta todas las carreras del calendario internacional.
Fuente: Modificaciones de los Reglamentos UCI a partir del 01.01.2020